# Kenn
Pour les articles homonymes, voir Kenn (homonymie).
Kenn est une commune située dans la région ouest de la Rhénanie-Palatinat, près de la frontière avec le Luxembourg. Elle est caractérisée par ses collines de grès rouge qui entourent des vignobles et se trouve dans la région viticole de Moselle. Sur le plan administratif, Kenn relève de la juridiction de la commune fusionnée de Schweich an der Römischen Weinstraße, dans l'arrondissement de Trèves-Sarrebourg.

## Histoire
| Électorat de Trèves                                          | 893-1797     |
| République cisrhénane (Sarre)                                | 1797-1802    |
| République française (Sarre)                                 | 1802-1804    |
| Empire français (Sarre)                                      | 1804-1815    |
| Royaume de Prusse (Grand-duché du Bas-Rhin)                  | 1815-1822    |
| Royaume de Prusse (Province de Rhénanie)                     | 1822-1918    |
| Empire allemand (Royaume de Prusse)                          | 1871-1918    |
| République de Weimar (État libre de Prusse)                  | 1918-1933    |
| Reich allemand (Moselland)                                   | 1933-1945    |
| Allemagne occupée (Zone d'occupation française en Allemagne) | 1945-1949    |
| Allemagne de l'Ouest (Rhénanie-Palatinat)                    | 1949-1990    |
| Allemagne (Rhénanie-Palatinat)                               | 1990-présent |

Kenn est considéré comme ayant été habité par les Celtes dès 250 av. J.-C. Des découvertes archéologiques dans les environs apportent des preuves de leur présence. Cependant, il reste incertain si ces Celtes constituaient de petits groupes transitoires ou de plus grandes tribus établies. Néanmoins, il y a environ 2 000 ans, un établissement romain est apparu sur le site qui est maintenant Kenn, affirmant l'existence d'une communauté locale d'origine romaine.
Les découvertes de l'âge du fer et de l'époque de l'Empire romain témoignent de la richesse historique de Kenn. Un artefact notable est une réplique d'une statue représentant une Naïade romaine, qui peut être observée sur la Place romaine à Kenn, tandis que l'original bien conservé est exposé au musée rhénan de Trèves. Le centre-ville, qui a commencé à prospérer au milieu du IIe siècle, s'est développé autour d'un ancien domaine romain. Lors de travaux de construction en 1987, trois caves interconnectées, occupant une superficie d'environ 23 m x 4,40 m, ont été découvertes. Par la suite, la salle sud a été restaurée et est maintenant ouverte aux visiteurs. De plus, le musée local de Kenn est situé dans une ferme construite en 1764, qui a été érigée sur les vestiges de cette Villa urbana romaine.
Kenn a connu une influence profonde pendant l'époque de Maximiner. Bien qu'une référence documentée de 633 apr. J.-C. se soit révélée être un faux, il y a des raisons convaincantes de croire que l'octroi de vastes territoires, y compris Kenn, à l'abbaye Saint-Maximin de Trèves peut être retracé jusqu'au roi mérovingien Dagobert Ier. La première mention documentée de Kenn remonte à 893 apr. J.-C., où le nom Cannis est mentionné, censé dériver du latin et signifiant une berge de roseaux. L'orthographe Kenn est utilisée depuis le XVIIIe siècle.
Lors de la guerre de la Première Coalition, toute la rive gauche du Rhin, y compris la région locale autour de Kenn, a été conquise et annexée par la France en vertu du traité de Campo-Formio en 1797. En conséquence du contrôle territorial français, Kenn a été placé sous l'administration de la mairie de Longuich dans le canton de Schweich, dans le nouveau département de la Sarre. La période de sécularisation a conduit à la dissolution de l'électorat de Trèves et de l'abbaye bénédictine de Saint-Maximin en 1803. Après la défaite de Napoléon en 1815, Kenn a été proclamé partie du district de Trèves dans le royaume de Prusse.

### Démographie
| Année | Habitants |
| ----- | --------- |
| 1815  | 409       |
| 1835  | 737       |
| 1871  | 808       |
| 1905  | 713       |
| 1939  | 872       |
| 1950  | 960       |
| 1961  | 1,114     |
| 1970  | 1,324     |
| 1987  | 2,276     |
| 1990  | 2,321     |
| 2000  | 2,493     |
| 2010  | 2,561     |
| 2020  | 2,821     |
| 2021  | 2,859     |

## Politique

### Conseil municipal
Le conseil municipal de Kenn est composé de vingt membres bénévoles, qui ont été élus lors des élections communales du 9 juin 2024, ainsi que d'un bourgmestre local honoraire qui assure la présidence. La répartition des sièges au sein du conseil municipal est la suivante :
| Élection | SPD | CDU | FWG | En tout   |
| -------- | --- | --- | --- | --------- |
| 2024     | 3   | 5   | 12  | 20 sièges |
| 2019     | 4   | 8   | 8   | 20 sièges |
| 2014     | 4   | 9   | 7   | 20 sièges |
| 2009     | 4   | 9   | 7   | 20 sièges |
| 2004     | 5   | 10  | 5   | 20 sièges |
| 1999     | 7   | 7   | 6   | 20 sièges |

(FWG = Freie Wählergruppe Kenn 1979 e.V.)

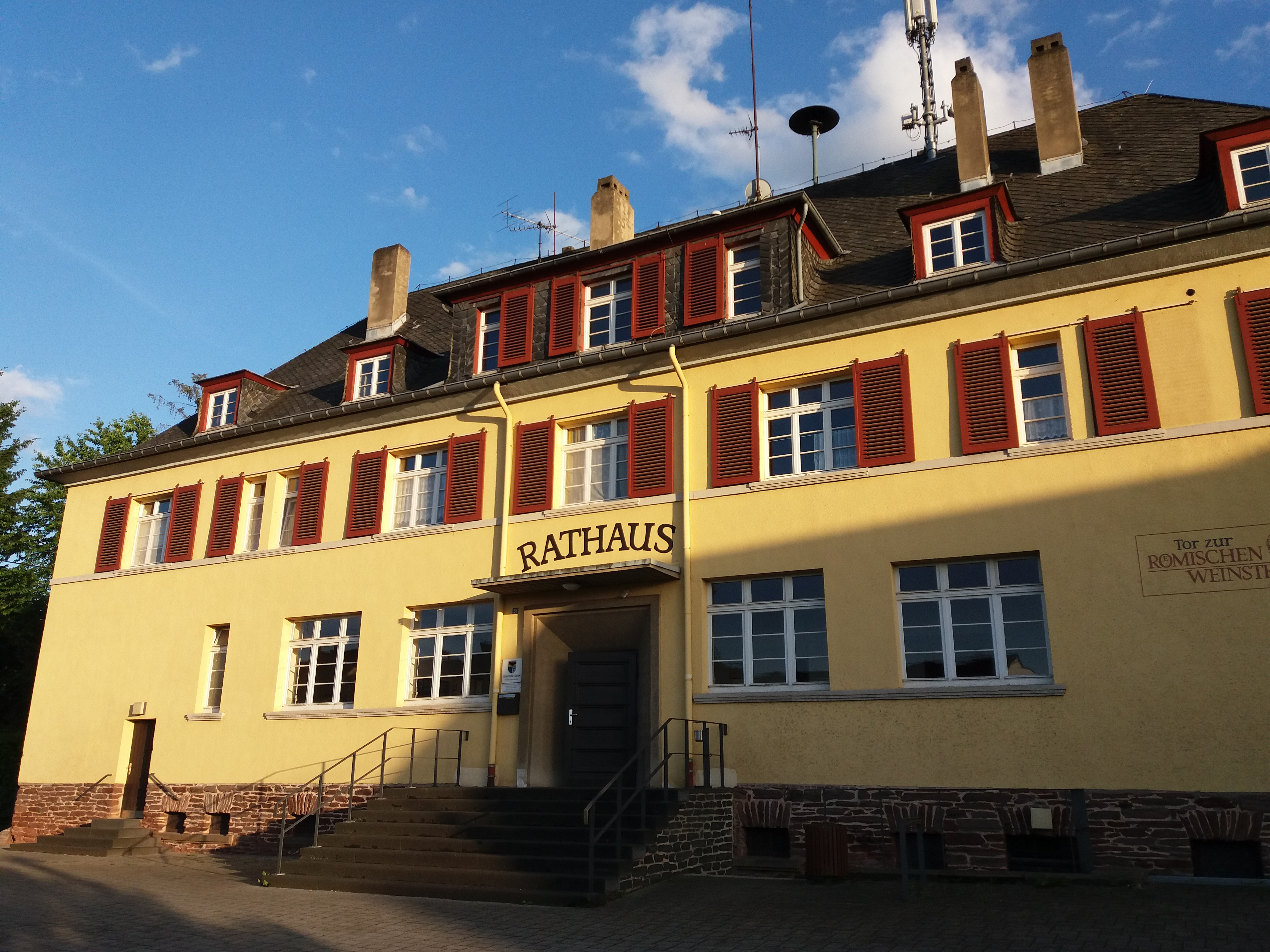
Mairie de Kenn

### Bourgmestre
Burkhard Apsner (FWG) est le bourgmestre de Kenn depuis 2023. Son prédécesseur depuis 2009 était Rainer Müller (CDU) et le prédécesseur de Müller, Manfred Nink (SPD), a occupé le poste de 1996 à 2009. Pour des raisons personnelles, Müller a démissionné de la politique au début de 2023, ce qui a entraîné la programmation d'élections anticipées le 25 juin 2023, au cours desquelles Burkhard Apsner a été élu avec 95,5% des voix. Lors des élections communales du 9 juin 2024, il a été réélu avec une part des voix de 88,3%.

## Culture locale et patrimoine

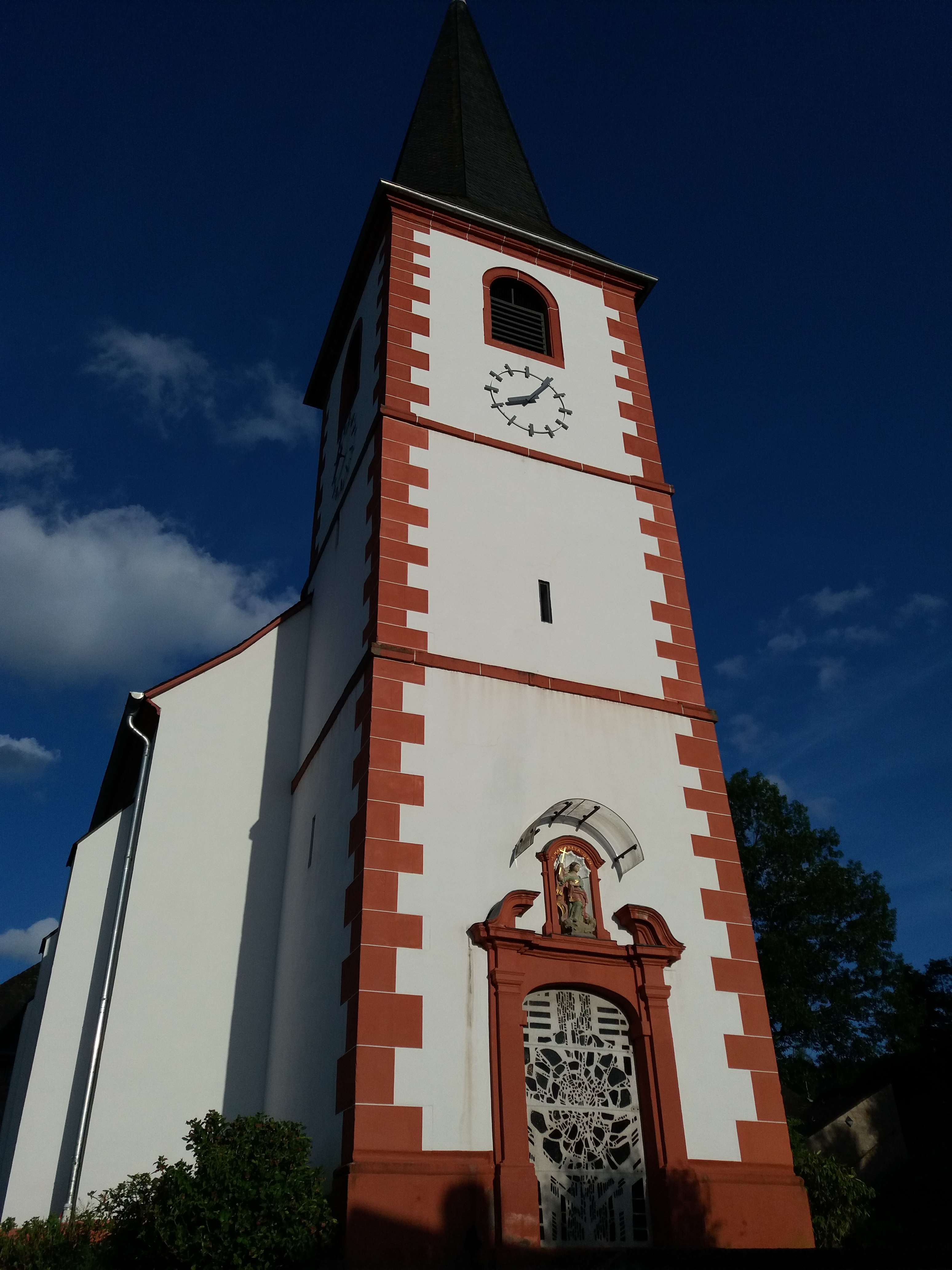
Église paroissiale Sainte-Marguerite

En raison de sa situation sur les rives de la Moselle au milieu d'un paysage de vignobles, Kenn est également connue comme la Porte de la Route du Vin Romaine, une zone touristique qui suit les anciennes voies d'approvisionnement romaines qui longeaient la rivière. En conséquence, Kenn abrite plusieurs repères, notamment :

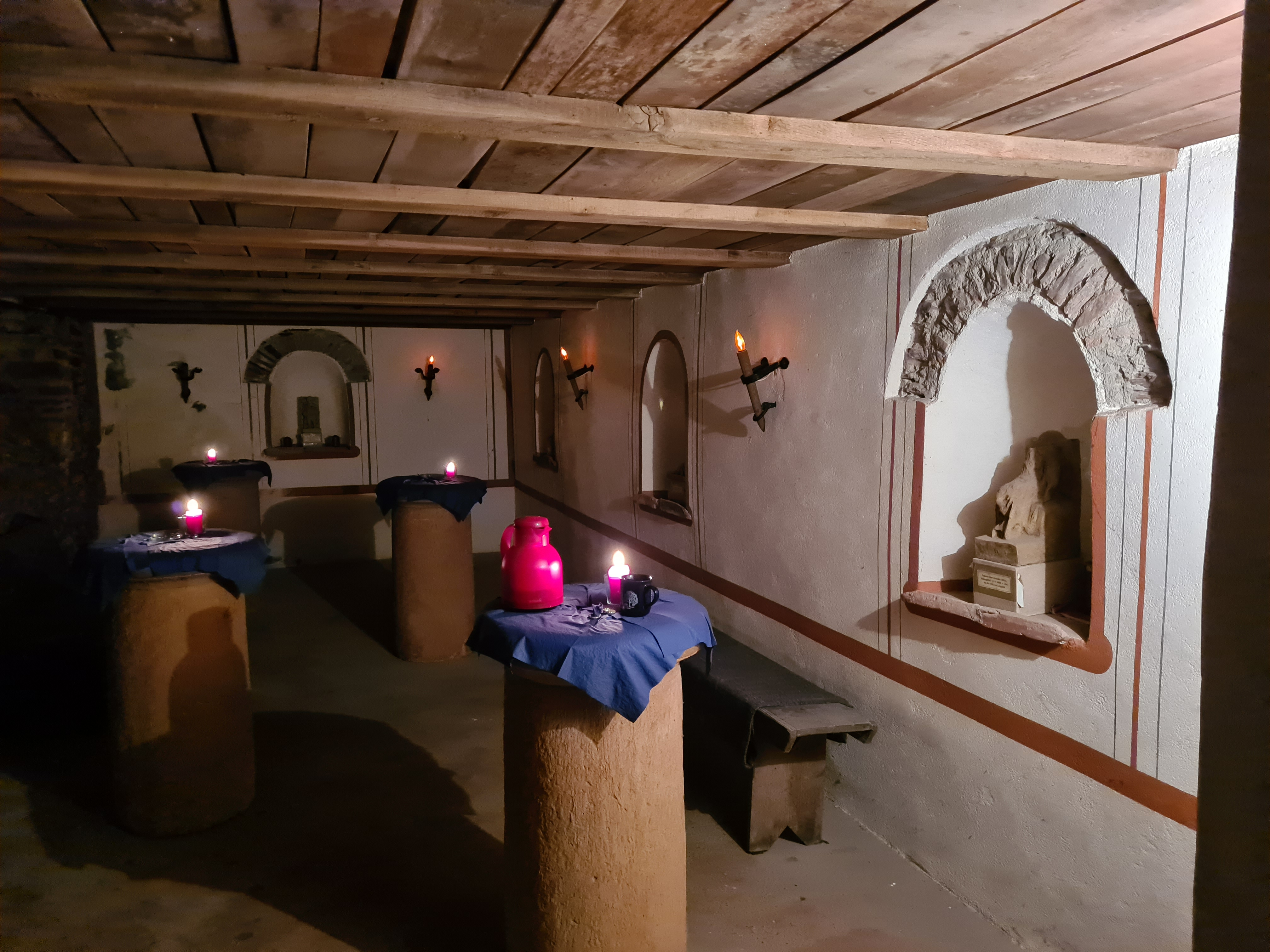
Römerkeller

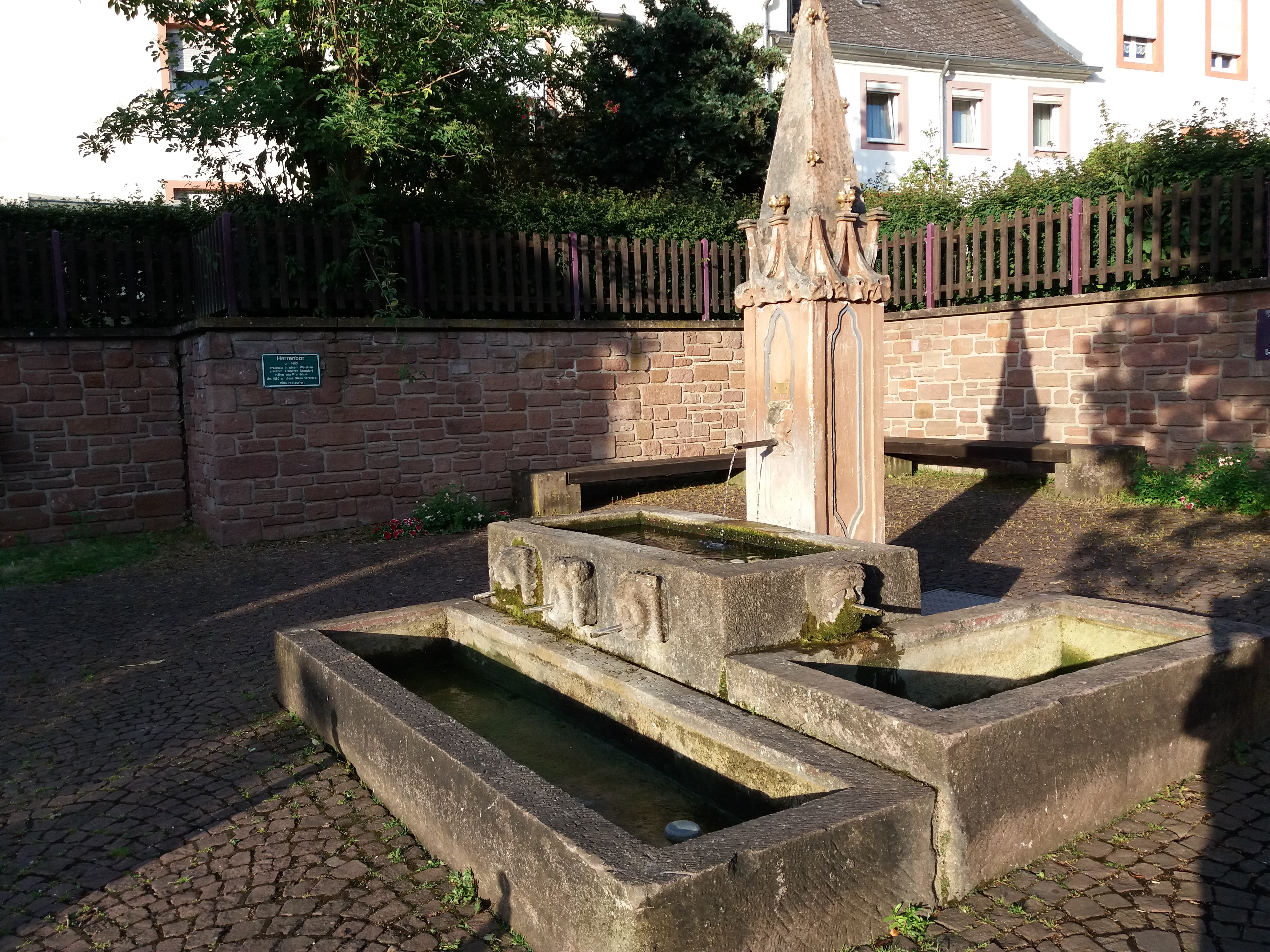
Herrenbor

- Römerkeller, les caves à vin restaurées d'une ancienne Villa urbana romaine
- Römerplatz, l'ancienne place romaine, abritant la réplique d'une statue de Naïade romaine
- Herrenbor, le puits de village le plus ancien préservé dans le district, construit vers 1500 avec des éléments gothiques
- Maximiner Hof, un ancien domaine de l'abbaye de Saint-Maximin, datant de 1739
- Heimatmuseum, une ferme baroque datant de 1746, abritant le musée d'histoire locale avec plus de 800 objets sur la vie de la population rurale aux XIXe et XXe siècles
- Pfarrkirche St. Margareta, église paroissiale construite sur le site d'une ancienne chapelle datant de 700 apr. J.-C., remodelée et agrandie aux XVIIe, XVIIIe et XXe siècles, dédiée à Marguerite d'Antioche
- Kenner Flur, une réserve naturelle désignée sur les rives de la Moselle avec une ancienne station d'eau datant de 1903, servant de pouponnière pour des espèces d'oiseaux telles que le grèbe huppé, l'hirondelle de rivage et le pluvier petit-gravelot, ainsi que de zone de repos pendant la migration des oiseaux
- Kenner Ley, une section en pente à l'ouest du village avec des bâtiments résidentiels situés à environ 60 mètres au-dessus du pittoresque vallée de la Moselle

## Équipements

### Loisirs
À Kenn, on trouve l'équipement de loisirs Bernhard Becker, qui comprend une aire de jeux équipée de toboggans et de balançoires, ainsi qu'un terrain de football et de basketball. Il y a également une zone réservée au skateboard et au roller. De plus, la commune dispose d'une salle polyvalente utilisée pour les activités sportives et les événements. Par ailleurs, il existe un centre de tennis qui abrite un terrain de soccer intérieur et une piste de karting en réalité augmentée. Aux abords de la ville, à proximité de la forêt, on peut trouver un terrain de football en plein air avec une piste de course et un terrain de beach-volley. De plus, Kenn propose une installation Kneipp de marche dans l'eau, un espace barbecue et un terrain de pétanque.

### Économie
En raison de sa situation géographique stratégiquement avantageuse entre Trèves, Luxembourg, Cologne, Coblence, Sarrebruck et Metz, de nombreuses entreprises se sont installées dans la zone industrielle locale. De plus, il y a une école maternelle, une école primaire et une succursale d'une banque d'épargne. On trouve également une pharmacie, un interniste, un vétérinaire et un dentiste. Les vignobles de Kenn sont appelés Kenner Held et Maximiner Hofgarten.
Kenn est connu pour son Centre commercial Moselle, qui a ouvert en 1969 et est situé à proximité de la Landesstraße 145 et de la Bundesautobahn 602. Il était précédemment exploité par Schmidt & Breug (1969-1986), Plaza (1986-1990), Continent (1990-1996), Interspar (1996-1999), Walmart (1999-2007) et Real (2007-2021). Le centre commercial a été fermé jusqu'à nouvel ordre à la fin de septembre 2021.

### Transports
Kenn est situé sur l'itinéraire de l'ancienne ligne de chemin de fer de la Moselle. De nos jours, les transports en commun sont principalement assurés par les bus de la Moselbahn dans la zone tarifaire de l'Association des transports de la région de Trèves (VRT). De plus, la piste cyclable de la Moselle et plusieurs sentiers de randonnée traversent le village.
Kenn est situé à l'intersection des autoroutes suivantes :
- A 1 Sarrebruck – Wittlich – Euskirchen – Cologne
- A 64 Luxembourg (où elle est appelée Autoroute 1) – Kenn
- A 602, qui relie Kenn à l'A 1

Les routes fédérales suivantes sont reliées à Kenn :
- B 52 près de Trèves-Ehrang
- B 53 Trèves – Schweich – Mehring – Bernkastel-Kues – Zell – Alf via l'A 602

À l'ouest de la commune, il y a un pont traversant la Moselle entre Trèves-Ehrang et Kenn. Il relie l'A 64, l'A 602, la B 52 et la B 53 à Kenn. Le pont dispose d'un chemin piétonnier et d'une piste cyclable menant directement au port de Trèves et au centre d'Ehrang.